# أراكاجو
أراكاجو (بالبرتغالية: Aracaju‏) هي عاصمة ولاية سيرجيبي في البرازيل، وتقع في الجزء الشمالي الشرقي من البلاد على الساحل حوالي 350 كم (217 ميل) إلى الشمال من سالفادور.
وفقا لتعداد عام 2016 بلغ عدد سكان المدينة 641,523 نسمة وهو ما يمثل حوالي 33% سكان الولاية. يضاف إليها سكان البلديات التي تشكل منطقة العاصمة: بارا دوس كوكيروس، نوسا سينيورا دو سوكورو، ساو كريستوفاو.
كاتدرائية العاصمة نوسا سينيورا دو كونسيساو، مكرسة إلى مريم العذراء سيدة الحبل بلا دنس ، وهي مركز كبير أساقفة أبرشية أراكاجو الكاثوليكية الرومانية.

## الاقتصاد
يعتمد الاقتصاد على الخدمات والصناعة.
بلغ الناتج المحلي الإجمالي للمدينة 13,918,124 ريال برازيلي (2013). 
تم تنشيط المدينة خلال السنوات الأخيرة من قبل المستثمرين الرئيسيين من كل من أوروبا الشرقية (وخاصة من بيلاروسيا وروسيا) والصين  ليكونوا مدينة رئيسية في مجموعة بريك بالإضافة إلى كونها 'مدينة ميركو' (من ميركوسور).

### السياحة والترفيه
برزت المدينة كخيار جيد في السياحة منخفضة التكلفة.] ينظر إليها باعتبارها واحدة من أكثر  المدن في شمال شرق البرازيل أماناً (63 جريمة قتل لكل 100.000 نسمة) وأقل تكلفة المعيشة في البلاد، وركزت أعمالها السياحية في الآونة الأخيرة على إنشاء أماكن إقامة ذات جودة عالية، مثل بيوت شباب ذات شهرة عالمية. تهدف تحسينات النقل العام المخطط لها إلى زيادة الراحة للزوار.

### الرياضات
استضافت المدينة فرقًا من سبع دول في الألعاب الأولمبية الصيفية لعام 2016. حيث بقي فيها رياضيو كرة القدم من اليابان ولاعبو الجمباز والسباحة من عدة بلدان أوروبا الشرقية مثل بولندا والنمسا وبيلاروس وكازاخستان وأوكرانيا وجمهورية التشيك كقاعدة منزلية للتدريب.
بالنسبة للألعاب الأولمبية الصيفية للأولمبياد لعام 2016 ، استضافت المدينة الرياضيين من دول المجموعة الاقتصادية الأوروآسيوية مثل فريق كازاخستان وبيلاروس، بما في ذلك بطل السباحة إهار بوكي. 

## النقل

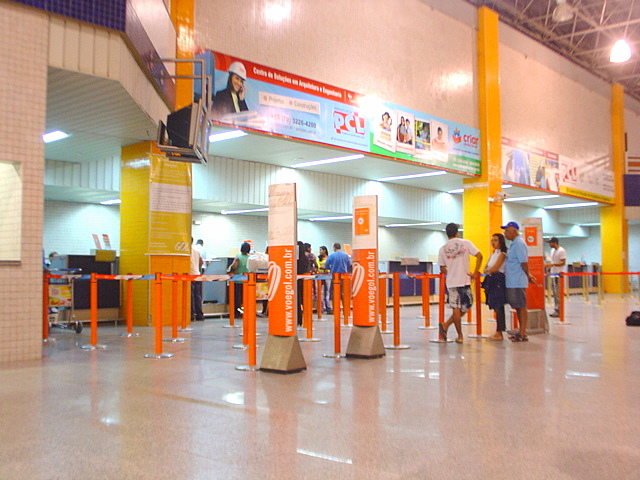
مطار سانتا ماريا

### الجو
يخدم المدينة مطار سانتا ماريا، وهو مطار تجاري محلي. يعود تاريخه إلى عام 1952 وأصبح يعمل بشكل كامل في عام 1958. يقع المطار في حي سانتا تيريزا في المدينة، ويبعد 12 كم (7.5 ميل) من وسط مدينة أراكاجو. 

### الطرق
تقع أراكاجو في الجزء الشمالي من الطريق السريع BR-101، وهو طريق رئيسي طولاني من شمال إلى جنوب البرازيل. وهي أيضا النقطة الشرقية من الطريق السريع BR-235، وهو طريق سريع غير مكتمل من المتوقع أن يمتد من أراكاجو إلى نوفو بروجرسو في بارا غربًا.

## أعلام
- كارلوس ماتيوس
- فيكتور اندرادي
- تييغو
- روجيريو كارفاليو سانتوس
- لوتشيانو خوسيه كابرال دوارتي
- دكوينهو
- سيلفيو هندرسون سانتوس دي فريتاس